# André Paradis (écrivain)
 (mars 2024).
La mise en forme du texte ne suit pas les recommandations de Wikipédia : il faut le « wikifier ».
Les points d'amélioration suivants sont les cas les plus fréquents. Le détail des points à revoir est peut-être précisé sur la page de discussion.
- Les titres sont pré-formatés par le logiciel. Ils ne sont ni en capitales, ni en gras.
- Le texte ne doit pas être écrit en capitales (les noms de famille non plus), ni en gras, ni en italique, ni en « petit »…
- Le gras n'est utilisé que pour surligner le titre de l'article dans l'introduction, une seule fois.
- L'italique est rarement utilisé : mots en langue étrangère, titres d'œuvres, noms de bateaux, etc.
- Les citations ne sont pas en italique mais en corps de texte normal. Elles sont entourées par des guillemets français : « et ».
- Les listes à puces sont à éviter, des paragraphes rédigés étant largement préférés. Les tableaux sont à réserver à la présentation de données structurées (résultats, etc.).
- Les appels de note de bas de page (petits chiffres en exposant, introduits par l'outil «  Source ») sont à placer entre la fin de phrase et le point final[comme ça].
- Les liens internes (vers d'autres articles de Wikipédia) sont à choisir avec parcimonie. Créez des liens vers des articles approfondissant le sujet. Les termes génériques sans rapport avec le sujet sont à éviter, ainsi que les répétitions de liens vers un même terme.
- Les liens externes sont à placer uniquement dans une section « Liens externes », à la fin de l'article. Ces liens sont à choisir avec parcimonie suivant les règles définies. Si un lien sert de source à l'article, son insertion dans le texte est à faire par les notes de bas de page.
- La présentation des références doit suivre les conventions bibliographiques. Il est recommandé d'utiliser les modèles {{Ouvrage}}, {{Chapitre}}, {{Article}}, {{Lien web}} et/ou {{Bibliographie}}. Le mode d'édition visuel peut mettre en forme automatiquement les références.
- Insérer une infobox (cadre d'informations à droite) n'est pas obligatoire pour parachever la mise en page.

Pour une aide détaillée, merci de consulter Aide:Wikification.
Si vous pensez que ces points ont été résolus, vous pouvez retirer ce bandeau et améliorer la mise en forme d'un autre article.
Pour les articles homonymes, voir André Paradis et Paradis (homonymie).
André Paradis, né le 22 août 1939, à Sivry-Courtry en Seine-et-Marne dans la région d'Île-de-France et mort le 15 mars 2024 à Remire-Montjoly (Guyane), est un écrivain, essayiste, romancier et nouvelliste guyanais.

## Biographie
André Paradis est un écrivain et professeur d'anglais né à Sivry-Country dans le département de Seine-et-Marne en région Île-de-France. Il vit actuellement en Guyane.
André Paradis fait ses études à Paris. En 1966, l'écrivain rentre en Guyane où il est nommé professeur d'anglais au lycée Félix Éboué. De la création de l'université des Antilles et de la Guyane en 1996 jusqu'à sa retraite en 2002, il enseigne la langue anglaise. Il vit sur la commune de Rémire-Montjoly.
André Paradis est mort le 15 mars 2024.

## Autres activités

### Émission radioLa plume à l'oreille
André Paradis est d'abord chroniqueur à la radio Tout Moun en 1983. Plus tard, le 21 décembre 1986,il participe pour la première fois à l'émission "La plume à l'oreille" sur la fréquence radio Guyane dont la dernière diffusion a lieu en février 2008. Il intervient dans cette émission de 25 minutes durant 15 ans.

### Vie politique
André Paradis milite pour l'indépendance de la Guyane. Entre 1969 et 1976, il écrit deux essais dans le journal de l'époque "Indépendance pour la Guyane et Tiers-Mort" dans le journal "Jeune garde"de Félix Bade. Il prend alors le pseudonyme de Pierre-Albert .

## Œuvre
La littérature guyanaise est dominée par la poésie pendant des décennies. Maintenant, de plus en plus d'auteurs s'orientent vers le roman comme André Paradis avec L'année du fromager .
André Paradis est l'auteur de 4 livres qui sont :
- L'année du fromager, Ibis rouge, 04/05/2001,  (ISBN 978-284450-084-7)
- Le soleil du fleuve, Ibis rouge, 10/09/2002,  (ISBN 978-2-84450-171-4)
- Des hommes libres Fragments d'une histoire, Ibis rouge, 02/01/2005,  (ISBN 978-2-84450-254-4)
- 2028 l'affaire Jean-Mohamed Galmot, Ibis rouge, 05/04/2016,  (ISBN 978-2-37520-512-9)

Pour l'écrivain, la Guyane est une source d'inspiration visible dans ses livres comme dans son recueil "Marronnages" qui est un ensemble de huit nouvelles préfacées par l'auteur guyanais Serge Patient. Il exerce son talent dans les contes, notamment dans "L'année du fromager".
André Paradis est un écrivain qui ne manque pas d'humour : dans son livre "Marronnages", il fait allusion à une émission trésor connue de la population guyanais. Il passe alors du statut de chroniqueur à  un écrivain bien en place de la  littérature guyanaise.

## Récompense
En 2006, André Paradis reçoit le Prix carbet des lycéens pour son livre "Des Hommes libres" publié en 2005.